# Струнний квартет № 8 (Джонстон)
Струнний квартет № 8 (англ. String Quartet no. 8) — музичний твір Бена Джонстона, написаний 1986 року.
На думку Тіма Джонсона, чия дисертація була присвячена Сьомому квартету Джонстона (1984), між ним та Восьмим квартетом композитора є зв'язок, схожий на його Третій та Четвертий квартети: створення кожного наступного квартету з цих двох пар було пов'язаним із подоланням депресії. Джонсон також відзначав, що Восьмий квартет є першим серед групи неокласичних струнних квартетів композитора: Перший був серійним, Другий та Третій — написані в чистому строї, з Четвертого по Сьомий — в розширеному чистому строї, а три останніх — з Восьмого по Десятий — в неокласичному стилі.
Восьмий квартет складається з чотирьох частин. Перша має сонатну форму та виконується у розмірі 7/4. Повільна друга частина написана в розмірі 3/4 та має форму ABA (складну тричастинну). Третя схожа на менует або вальс. Остання, четверта частина написана в розмірі 6/8 та має форму рондо. Разом з тим, попри знайомі слухачам класичні музичні форми, квартет насичений мікроінтервалами із використанням обертонів вищих порядків (від 8 до 15).
Струнний квартет вперше виконаний Кронос-квартетом 1988 року в Кеннеді-центрі, Вашингтон, разом із Другим та Четвертим квартетами Джонстона. 2016 року запис Восьмого квартету вперше вийшов на музичному альбомі. Kepler Quartet виконав його, Шостий та Сьомий квартети Джонстона, та композицію Quiteness. Альбом отримав назву Ben Johnston: String Quartets nos. 6, 7, & 8 і вийшов на лейблі New World Records. Це був завершальний альбом у трилогії Кеплер-квартету, в межах якої протягом десяти років колектив записав всі десять струнних квартетів Джонстона.